# Kreuzwertheim
Kreuzwertheim est une commune du type Marktgemeinde de Bavière (Allemagne), située dans l'arrondissement de Main-Spessart, dans le district de Basse-Franconie.

## Économie
- Spessart Brauerei, brasserie.